# Giulio Silenzi
Giulio Silenzi (Fermo, 4 ottobre 1951) è un politico italiano, presidente della Provincia di Macerata dal 2004 al 2009.

## Biografia
È stato sindaco di Monte San Giusto (MC) dal 1975 al 1990, anno in cui è stato eletto consigliere regionale delle Marche in quota PDS, presidente del gruppo consiliare. È stato il consigliere regionale più votato del centrosinistra. Dal 1995 al 2000 è stato assessore regionale al turismo, commercio, internazionalizzazione, industria e artigianato ed ha seguito la ricostruzione post sismica per i Comuni della provincia di Macerata. È stato poi rieletto consigliere regionale nella successiva legislatura. Fino al novembre 2002 è stato presidente del gruppo consiliare regionale dei DS. Poi è diventato nuovamente assessore regionale con delega all’agricoltura fino all'aprile 2004.
Silenzi ha fatto parte della direzione nazionale dei DS ed è oggi componente dell’assemblea nazionale del PD. Ed è stato anche componente del Congresso dei Poteri Locali e Regionali dell'Europa.
È stato eletto Presidente della Provincia nel turno elettorale del 2004 (ballottaggio del 26 e 27 giugno), raccogliendo il 53,3% dei voti in rappresentanza di una coalizione di centrosinistra. Non è stato rieletto nel 2009.
Nel 2020 ha ricoperto la carica di Segretario del Circolo del Partito Democratico di Civitanova Marche e nel 2012 è vicesindaco con la giunta di Claudio Corvatta. Ha svolto anche la funzione di professore di Educazione Fisica nel Liceo Scientifico Statale Temistocle Calzecchi Onesti di Fermo. 
Dalle amministrative del 2017 ha perso la carica di vicesindaco di Civitanova Marche ricoprendo la funzione di capogruppo del Pd in consiglio comunale. Alle amministrative 2022 di Civitanova Marche, non si presenta neanche nella rosa dei candidati del centro sinistra, lasciando il ruolo di capogruppo del Partito Democratico Civitanovese nelle mani di Francesco Micucci e chiudendo così, probabilmente, la sua carriera amministrativa non avendo attualmente nessuna posizione o incarico nella pubblica amministrazione ma continua a svolgere una funzione politica nel Partito Democratico. 
Dal mese di Giugno 2019 al giugno 2020 è stato consulente presso la struttura sanitaria Anni Azzurri di Campofilone, RSA del gruppo Kos Care.
Nel 2022 è diventato giornalista.